# Tuun K’ab’ Hix
Tuun K’ab’ Hix – władca Kaan (nazywanego też „Królestwem Węża”).
Jego córka Naah Ek’ w 520 roku poślubiła władcę Sak-Nikte’. 5 maja 546 roku był obecny na ceremonii koronacji Aj Numsaaj Chan K’inicha, władcy Naranjo, która odbyła się pod auspicjami władcy Kaan. Oznacza to, że w tym czasie Naranjo znajdowało się prawdopodobnie pod jego dominacją. Jego następcą został prawdopodobnie w 550 roku K’ahk’ Ti’ Ch’ich’. 